# Гурански език
Гуранският език е ирански език, говорен от около 500 000 души в Западен Иран. Постепенно бива изместван от суранския диалект на кюрдския език.